# Зейнеп Туфекчи
Зейнеп Туфекчи (на турски: Zeynep Tüfekçi) е турско-американска социоложка, колумнистка на „Ню Йорк Таймс“ и професор „Хенри Г. Брайънт“ по социология и публични политики в Принстънския университет.
Работата ѝ е фокусирана върху социалните медии, медийната етика, последиците за обществата от навлизането на нови технологии, като изкуствения интелект и големите данни, както и върху обществените предизвикателства като пандемията от COVID-19. Отличителна характеристика на подхода ѝ е сложното, системно мислене.
Американското специализирано издание „Хроника на висшето образование“ определя Туфекчи като един от най-изявените академични гласове в социалните медии и новата публична сфера.
През 2022 г. е номинирана и се нарежда сред финалистите за наградата „Пулицър“ в категория „Коментар“ за своите „проницателни, често далновидни, статии за пандемията и американската култура“, които според комисията „са внесли яснота в менящите се официални насоки и са ни подтикнали към по-голямо състрадание и информиран отговор“.
Преди присъединяването ѝ към колектива на „Ню Йорк Таймс“ като колумнист нейни статии излизат както в това издание, така и в „Атлантик“, WIRED и „Сайънтифик Америкън“. Академичната ѝ биография включва назначения в Центъра за журналистическа етика и сигурност „Крейг Нюмарк“ към Колумбийския университет, в Центъра за интернет и общество „Бъркман Клайн“ към Харвардския университет, в Училището по информационни и библиотечни науки към Университета на Северна Каролина, както и в Мерилендския университет, окръг Балтимор.

## Биография
Туфекчи е родена в Истанбул, Турция, недалеч от парка „Гези“ на площад „Таксим“, където през 2013 г. се провеждат взелите човешки жертви антиправителствени протести. През 1995 г. получава бакалавърски степени по социология в Истанбулския университет и компютърно програмиране от университета Богазичи, а магистърска и докторска степен придобива в Тексаския университет в Остин.
Преди да се посвети на академичната кариера и да насочи вниманието си към социалните науки работи като компютърен програмист.
През 2012 г. Туфекчи заема преподавателска длъжност в Центъра за интернет и общество „Бъркман Клайн“ в Харвардския университет. По това време изразява загриженост за ефекта от т.нар. „умни“ политически кампании, повлияни от прозренията, основаващи се на анализа на големи данни. Това ранно предупреждение се оказва далновидно след избирането на Доналд Тръмп през 2016 г.
По това време се фокусира и върху обяснението на явления като т.нар. „социална зараза“ и масовите стрелби и пряката им връзка със социалните медии. Многократно призовава медиите да избягват постоянното назоваване на името и показване на лицето на убиеца, както и подробните обсъждания на неговите методи. Като изследовател се занимава също с феномена на „заразата от самоубийство“ чрез социалните медии и новинарското отразяване.
През 2016 г. е включена в специален доклад на „Икономист“ за технологиите и политиката, в който твърди, че все по-индивидуализираното насочване на политическите кампании към избирателите води до свиване на „публичната сфера“, в която гражданският дебат се води публично. През май 2017 г. излиза първата ѝ книга Twitter and Tear Gas: The Power and Fragility of Networked Protest, издавана от „Йейл Юнивърсити Прес“.
След избухването на пандемията от COVID-19 поставя настоятелно въпроса за важността на носенето на маски и критикува мейнстрийм медиите за това, че не се справят със задачата да информират аудиториите в необходимата степен. Тя е един от представителите на академичната общност, които съветват Световната здравна организация да приеме препоръка за носенето на маски.
В съавторство с британската професорка по медицина Триша Грийнхал и професорката по инженерна екология Линси Мар работи върху статии, публикувани в рецензирани академични списания, в които се разглеждат доказателства, че вирусът SARS-CoV-2 се разпространява по въздушно-капков път.
Неколкократно участва в конференцията TED с лекции по теми за социалните промени, технологиите, ролята на изкуствения интелект и машинното обучение, на социалните медии и на технологичните компании.

## Отличия и награди
- 2005: Международна комуникационна асоциация, Осемте най-добри статии в областта на комуникациите и технологиите за Digital Divide and Social Mobility: How Much Hope and How Much Hype?[30]
- 2011-2012: Център за интернет и общество към Харвардския университет „Бъркман Клайн“, член[31]
- 2012-2013: Принстънски университет, Център за политика в областта на информационните технологии, стипендиант[32]
- 2014: Business Insider, Стоте най-влиятелни технологични личности в „Туитър“[33]
- 2014: Американска социологическа асоциация, Секция по комуникации, информационни технологии и медийна социология, Награда за публична социология[34]
- 2015-2016: Карнеги Корпорейшън в Ню Йорк, стипендиант „Андрю Карнеги“ в областта на социалните и хуманитарните науки[35]
- 2022: Университет Браун, Почетен доктор по хуманитарни науки[36]